# Mariola Wojtowicz
Pour les articles homonymes, voir Wojtowicz.
Mariola Wojtowicz (née Barszcz le 4 janvier 1980 à Lubań) est une ancienne joueuse de volley-ball polonaise. Elle mesure 1,64 m et jouait au poste de libero. Elle a mis un terme à sa carrière de volleyeuse professionnelle en 2017.

## Clubs
| Club                       | De        | À         |
| -------------------------- | --------- | --------- |
| BKS Stal Bielsko-Biała     | 2000-2001 | 2006-2007 |
| Leningradka                | 2007-2008 | 2007-2008 |
| AZS Białystok              | 2008-2009 | 2008-2009 |
| BKS Stal Bielsko-Biała     | 2009-2010 | 2009-2010 |
| Mosir/Sokół Silesia Volley | 2010-2011 | 2010-2011 |
| KPSK Stal Mielec           | 2011-2012 | 2011-2012 |
| BKS Stal Bielsko-Biała     | 2012-2013 | 2016-2017 |

## Palmarès
- Championnat de Pologne
  - Vainqueur : 2003, 2004, 2010.
- Coupe de Pologne
  - Vainqueur : 2004, 2006.
  - Finaliste : 2001, 2002, 2007.
- Supercoupe de Pologne
  - Vainqueur : 2006.
  - Finaliste : 2009.